# Ia Arsenishvili
Ia Arsenishvili (em georgiano:  ია არსენიშვილი) (nascida em 3 de março de 1971) é uma pintora georgiano.
Nascida em Tbilisi, Arsenishvili formou-se na Universidade Estatal de Tbilisi em 1994; no ano seguinte, formou-se na Academia de Artes do Estado de Tbilisi. De 1992 a 1994 foi contratada como animadora pelo estúdio nacional de cinema da Geórgia. Durante a sua carreira teve os seus trabalhos em várias exposições no país e no exterior, e recebeu vários prémios durante a sua carreira. Várias das suas pinturas podem ser encontradas na colecção do Museu de Belas Artes da Geórgia.